# Wayne Arthurs
Wayne Arthurs (Adelaida; 18 de marzo de 1971) es un exjugador australiano de tenis profesional. Se retiró de la actividad el 4 de julio de 2007, tras perder en la tercera ronda de Wimbledon frente a Jonas Björkman.

## Torneos ATP (13; 1+12)

### Individuales (1)

#### Títulos
| Leyenda                |
| Grand Slam (0)         |
| Tennis Masters Cup (0) |
| ATP Masters Series (0) |
| ATP Tour (1)           |

| N.º | Fecha                 | Torneo     | Superficie | Oponente en la final | Resultado |
| --- | --------------------- | ---------- | ---------- | -------------------- | --------- |
| 1.  | 21 de febrero de 2005 | Scottsdale | Dura       | Mario Ančić          | 7-5 6-3   |

#### Finalista (1)
| N.º | Fecha               | Torneo     | Superficie | Oponente en la final | Resultado      |
| --- | ------------------- | ---------- | ---------- | -------------------- | -------------- |
| 1.  | 17 de junio de 2002 | Nottingham | Hierba     | Jonas Björkman       | 2-6 7-6(5) 2-6 |

### Dobles (12)

#### Títulos
| Leyenda                |
| Grand Slam (0)         |
| Tennis Masters Cup (0) |
| ATP Masters Series (3) |
| ATP Tour (9)           |

| N.º | Fecha                    | Torneo       | Superficie    | Pareja           | Oponentes en la final                | Resultado      |
| --- | ------------------------ | ------------ | ------------- | ---------------- | ------------------------------------ | -------------- |
| 1.  | 12 de septiembre de 1994 | Bucarest     | Tierra batida | Simon Youl       | Jordi Arrese José Antonio Conde      | 6-4 6-4        |
| 2.  | 21 de julio de 1997      | Kitzbühel    | Tierra batida | Richard Fromberg | Thomas Buchmayer Thomas Strengberger | 6-4 6-3        |
| 3.  | 27 de abril de 1998      | Praga        | Tierra batida | Andrew Kratzmann | Fredrik Bergh Nicklas Kulti          | 6-1 6-1        |
| 4.  | 17 de agosto de 1998     | New Haven    | Dura          | Peter Tramacchi  | Sébastien Lareau Alex O'Brien        | 7-6 1-6 6-3    |
| 5.  | 3 de mayo de 1999        | Hamburgo TMS | Tierra batida | Andrew Kratzmann | Paul Haarhuis Jared Palmer           | 2-6 7-6(5) 6-2 |
| 6.  | 5 de julio de 1999       | Newport      | Hierba        | Leander Paes     | Sargis Sargsian Chris Woodruff       | 6-7 7-6 6-3    |
| 7.  | 17 de febrero de 2003    | Róterdam     | Dura          | Paul Hanley      | Roger Federer Max Mirnyi             | 7-6(4) 6-2     |
| 8.  | 5 de mayo de 2003        | Roma TMS     | Tierra batida | Paul Hanley      | Michaël Llodra Fabrice Santoro       | 6-1 6-3        |
| 9.  | 22 de septiembre de 2003 | Shanghái     | Dura          | Paul Hanley      | Shao-Xuan Zeng Ben-Qiang Zhu         | 6-2 6-4        |
| 10. | 27 de octubre de 2003    | París TMS    | Moqueta       | Paul Hanley      | Michaël Llodra Fabrice Santoro       | 6-3 1-6 6-3    |
| 11. | 7 de febrero de 2005     | San José     | Dura          | Paul Hanley      | Yves Allegro Michael Kohlmann        | 7-6(4) 6-4     |
| 12. | 10 de octubre de 2005    | Estocolmo    | Dura          | Paul Hanley      | Leander Paes Nenad Zimonjić          | 6-3 6-3        |

#### Finalista (15)
| Leyenda                |
| Grand Slam (0)         |
| Tennis Masters Cup (0) |
| ATP Masters Series (4) |
| ATP Tour (11)          |

| N.º | Fecha                    | Torneo           | Superficie    | Pareja              | Oponentes en la final              | Resultado         |
| --- | ------------------------ | ---------------- | ------------- | ------------------- | ---------------------------------- | ----------------- |
| 1.  | 24 de julio de 1995      | Ámsterdam        | Tierra batida | Neil Broad          | Marcelo Ríos Sjeng Schalken        | 6-7 2-6           |
| 2.  | 31 de julio de 1995      | Kitzbühel        | Tierra batida | Jordi Arrese        | Francisco Montana Greg van Emburgh | 7-6 3-6 6-7       |
| 3.  | 11 de marzo de 1996      | Copenhague       | Moqueta       | Andrew Kratzmann    | Libor Pimek Byron Talbot           | 6-7 6-3 3-6       |
| 4.  | 14 de septiembre de 1998 | Bournemouth      | Tierra batida | Alberto Berasategui | Neil Broad Kevin Ullyett           | 6-7 3-6           |
| 5.  | 15 de mayo de 2000       | Hamburgo TMS     | Tierra batida | Sandon Stolle       | Todd Woodbridge Mark Woodforde     | 7-6(4) 4-6 3-6    |
| 6.  | 1 de enero de 2001       | Adelaida         | Dura          | Todd Woodbridge     | David Macpherson Grant Stafford    | 7-6(5) 4-6 4-6    |
| 7.  | 23 de septiembre de 2002 | Hong Kong        | Dura          | Andrew Kratzmann    | Jan-Michael Gambill Graydon Oliver | 7-6(2) 4-6 6-7(4) |
| 8.  | 21 de octubre de 2002    | Estocolmo        | Dura          | Paul Hanley         | Wayne Black Kevin Ullyett          | 4-6 6-2 6-7(4)    |
| 9.  | 21 de octubre de 2003    | Cincinnati TMS   | Dura          | Paul Hanley         | Bob Bryan Mike Bryan               | 5-7 6-7(5)        |
| 10. | 20 de octubre de 2003    | Estocolmo        | Dura          | Paul Hanley         | Jonas Björkman Todd Woodbridge     | 3-6 4-6           |
| 11. | 21 de octubre de 2003    | Roma TMS         | Tierra batida | Paul Hanley         | Mahesh Bhupathi Max Mirnyi         | 6-2 3-6 4-6       |
| 12. | 12 de julio de 2004      | Los Ángeles      | Dura          | Paul Hanley         | Bob Bryan Mike Bryan               | 3-6 6-7(6)        |
| 13. | 25 de octubre de 2004    | Estocolmo        | Dura          | Paul Hanley         | Feliciano López Fernando Verdasco  | 4-6 4-6           |
| 14. | 21 de febrero de 2005    | Scottsdale       | Dura          | Paul Hanley         | Bob Bryan Mike Bryan               | 5-7 4-6           |
| 15. | 21 de octubre de 2005    | Indian Wells TMS | Dura          | Paul Hanley         | Mark Knowles Daniel Nestor         | 6-7(6) 6-7(2)     |